# Slaget vid Djahy
Slaget vid Djahy var ett större slag 1178 eller 1175 f.Kr. mellan Egypten under Ramses III och Sjöfolken som försökte invadera Egypten både via land och till sjöss. Slaget stod någonstans i det egyptiska imperiets östligaste delar vid Djahy i dagens södra Libanon.
I slaget besegrade egyptierna som var ledda av Ramses själv, sjöfolken, och nästan allt vi vet om slaget kommer från reliefer vid Ramses III:s dödstempel i Medinet Habu. På relieferna beskrivs slaget och tillfångatagandet av sjöfolkens krigare. 

## Bakgrund
I Egypten kämpade Ramses III för att rädda sitt rike mitt under den pågående bronsålderskollapsen. Rikena i östra Medelhavet hade drabbats av torka, svält, avfolkning, invasioner och i många riken fullständig samhällskollaps. I Egypten var läget dock annorlunda, Nilens översvämningar gav fortfarande en bördig odlingsmark och riket var ett frestande mål för de folk som levde kring det. Mitt under denna kaotiska period trädde även ett nytt hot fram, Sjöfolken, en blandning av folkgrupper någonstans i nordvästra Medelhavet hade blivit mer och mer djärva i sina anfall och räder och de hade tillsammans med andra migrerande folkgrupper åstadkommit stor skada på bronsålderssamhällena. 
Ramses III hade redan från början av sin tid som farao tvingats försvara Egypten mot yttre hot och han hade då besegrat en invasion av libyska nomadstammar som drog in i västra Egypten. Under sitt femte år som farao fick Ramses veta att en stor migrationsvåg av så kallade Sjöfolk var på väg mot Egypten efter att ha plundrat sin väg runt den anatoliska och syriska kusten. Ingen hjälp mot dem stod nu att få, det Hettitiska riket hade fallit, De mykenska grekerna hade drivits på flykt, Ugarit var nedbränt och kungadömet Alashiya på Cypern var på god väg att falla. Det assyriska imperiet var fortfarande starkt men de bedrev själva en aggressiv expansionspolitik mot alla som kom i deras väg och deras relation med Egypten var inte den bästa. 
Sjöfolken hade sakta övergått från att bedriva pirataktivitet i medelhavet till att genomföra storskaliga räder mot kustsamhällen. De hade plundrat kustbosättningarna i Anatolien, Cypern, Syrien och Kanaan och nu var deras mål Egypten. Sjöfolket var duktiga krigare, de var välorganiserade och goda strateger och en stor risk var att sjöfolket tågade mot Egypten med syfte att bosätta sig där då inget annat rike vid medelhavet hade samma fruktbara jord eller tillgång till guld. De Egyptiska källorna berättar följande:
"De främmande länderna (Sjöfolken) hade konspirerat på sina öar. Samtidigt flyttade alla länder sig och spreds för vinden, inget land kunde stå mot deras vapen, från Hatti, Kode, Karkemish, Arzawa, Alashiya och vidare har blivit avskuret (förstörda) samtidigt. Ett läger slogs upp i Amurru, de ödelade dess befolkning, och dess land var som om det aldrig existerat. De begav sig sedan mot Egypten medan eld beredde vägen framför dem. Konfederationen bestod av Peleset, Tjeker, Shekelesh, Denyen och Weshesh, enade. De lade händerna på landet så långt de nådde. Deras hjärtan var självsäkra och tillitsfulla "Vår plan kommer att lyckas"".

## Slaget
Före slaget hade sjöfolken plundrat den tidigare hettitiska vasallstaten Amurru, som låg vid den egyptiska gränsen. Detta gav Ramses tid att förbereda sig för den kommande invasionen. Ramses lät följande nedskrivas i sitt dödstempel "Jag rustade min gräns i Zahi (Djahy) och förberedde för dem". Sjöfolket marscherade efter att ha plundrat Amurru som förväntat söderut längs med den levantinska kusten, där de stoppades av Ramses armé i Djahy som senare kom att bli Fenicien. Hur striden utspelade sig vet vi inte, men Ramses lät skriva "De egyptiska stridsvagnsförarna var krigare och alla goda officerare fanns till hands. Deras hästar darrade in i minsta lem, redo att krossa de främmande länderna under sina hovar.". Slaget slutade i alla fall med en egyptisk seger.

## Efterspel
Trots att slaget slutade med en stor egyptisk seger var kriget mot sjöfolket inte över än. Sjöfolket skulle snart komma att anfalla själva Egypten med sin flotta och ett slag skulle då stå i kustområdet vid östra Nildeltat. Även det slaget slutade i en avgörande egyptisk seger, då sjöfolken omringades och dräptes under pilregn eller av infanterister placerade längs med stranden. Trots de två segrarna kunde Egypten inte hindra sjöfolken från att bosätta sig vid kusten i Levantin och Kanaan. Efter att ha besegrat sjöfolken anfölls Egypten än en gång av libyska stammar. De vann även detta krig men deras statskassa var nu nästan helt tom. Det egyptiska imperiet lyckades aldrig återhämta sig från de utmattande striderna och årtiondena efter Ramses III:s död markerades av svält, missväxt och uppror. 80 år efter att Ramses dött hade Egypten under Ramses XI förlorat alla sina territorier utanför själva Egypten. Ramses XI skulle bli det enade Egyptens sista inhemska farao, innan riket splittrades av de inre konflikterna.